# Brahim Achabbakhe
Brahim Achabbakhe (Beaumont-sur-Oise, 17 de mayo de 1984) es un actor y artista marcial francés.

## Biografía
Es el menor de 5 hermanos, es hijo de padres marroquíes que emigraron a Francia. En su juventud era un estudiante dotado y se destacaba en el fútbol, pero sus pensamientos estaban en ser artista marcial, es así como a la edad de 14 años empezó a practicar las artes marciales.

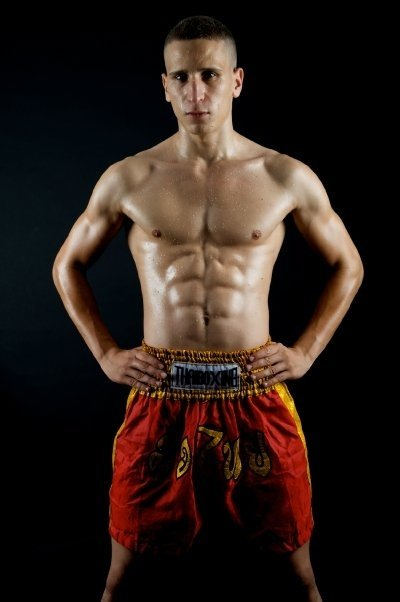
Brahim achabbakhe

Su deseo de rodar en películas de artes marciales cobró impulso cuando vio su primera película protagonizada por la estrella mundial Jackie Chan. Adquirió varias obras relacionadas con este actor y se convirtió en un gran admirador.
A los 22 años, viajó a Bangkok (Tailandia) y obtuvo su primer trabajo para un comercial K-1 destinado a Japón. Luego siguió en roles en los comerciales, demostrando estas proezas en la televisión tailandesa y en espectáculos privados para grandes empresas. Es entonces cuando se lanzó al negocio del cine.
En 2012, llegó la consagración cuando colaboró con el coreógrafo de artes marciales Yuen Woo-ping en el rodaje de la película Man of Tai Chi que fue dirigida por Keanu Reeves y estrenada en 2013.

## Filmografía

### Actor
- Un seul deviendra invincible : Boyka (2016) Igor Kazmir
- Man of Tai Chi (2013)
- Kill 'em All (2012) Takab
- The Mark : Flight 777 (2012) Tash
- The Kick (2011) Campeón de Francia de Taekwondo
- United Six (2011) Acólito
- Mein verrücktes Jahr in Bangkok (2011) Ladrón
- Pyataya kazn (2010) Guardia de Rick 6
- The Eagle Path (2010) Serguey
- The Sanctuary (2009) Mafia wisa henchman
- Kal Kissne Dekha (2009) Guardaespaldas
- Street Fighter: Legend of Chun-Li (2009) Thug in Tenement House
- Hanuman klook foon (2008) luchador de Taekwondo

### Stuntman
- Secret Sharer (2012)
- Housefull 2 (2012)
- Kill 'em All (2012) (asistente de coreografía de lucha)
- Casanovva (2012)
- The Scorpion King 3 : Battle for Redemption (2012)
- Loot (2011)
- Dhada (2011)
- Very Bad Trip 2 (2011)
- Elephant White (forro de Kevin Bacon)
- Taiheiyou no kiseki: Fokkusu to yobareta otoko (2011)
- United Six (2011)
- Skills (2010)
- Komaram Puli (2010)
- Pyataya kazn (2010)
- The Eagle Path (2010)  (duplicador de dobles: Jean-Claude Van Damme)
- Sura (2010)
- Asal (2010)
- Saleem (2009)
- Ek Niranjan (2009)
- Luck (2009)
- The Sanctuary (2009)
- Kal Kissne Dekha (2009)
- Street Fighter: Legend of Chun-Li (2009)
- Hanuman klook foon (2008)
- Nim-eun-meon-go-sae (2008)
- Les stars se dépassent pour ELA (2008)